# Into the Deep
|  | Denne artikel er oprettet af botten Steenthbot ud fra en ekstern database. Den kan derfor have sproglige fejl eller mangler. Denne skabelon kan fjernes efter kontrol af indholdet. |

Into the Deep er en dansk dokumentarfilm fra 2022 instrueret af Emma Sullivan.

## Handling
Da journalisten Kim Wall forsvinder efter at have været med om bord på opfinderen Peter Madsens ubåd, erfarer omverdenen langsomt, men sikkert at hans historie på ingen måde holder, og en frygtelig sandhed afdækkes.